# Połczyn-Zdrój
Połczyn-Zdrój este un oraș în Polonia.